# Sugar (アルバム)
『sugar』（シュガー）は、TOKIOの11作目のオリジナルアルバム。2008年2月20日にユニバーサル・ミュージックより発売された（初回盤A：UPCH-9415、初回盤B：UPCH-9416、通常盤初回プレス：UPCH-9417/8）。

## 概要
前作『Harvest』からおよそ1年4か月ぶりで、ユニバーサルミュージックでの最後のリリースとなったオリジナルアルバム。曲数としてはアルバム曲が2曲のみで、シングルの他、作詞・作曲を長瀬智也、編曲をTOKIOが手がけたオリジナル曲「sugar」、サザンオールスターズの桑田佳祐が手掛けた中村雅俊の曲「恋人も濡れる街角」（1982年）のカヴァー含め全7曲を収録されている。
通常盤を含めた4パターンでの発売で、初回盤Aは金色、初回盤Bは銀色、通常盤初回プレスは黒色のスリーブケースに収納されていた。初回盤Aには2007年年末から2008年年始に行われた『ジャニーズカウントダウンライブ』で披露された3曲とジャケット撮影の模様が、初回盤Bには2006年に行われた『TOKIO Special GIGs 2006 〜Get Your Dream〜』で披露された「何度も夢の中でくり返すラブ･ソング」とレコーディングの模様が収録されたDVDが付属していた。また、通常盤初回プレスにはボーナストラックCDとして、「青春(SEISYuN)」、「宙船」、「本日、未熟者」の別アレンジが収録されたCDが付属していた。
2009年6月24日にJ Stormより通常盤仕様として再発売され、これに合わせてユニバーサルより発売されたオリジナル盤は初回・通常盤とも廃盤となった。

## 収録内容

### CD
※シングル曲の詳細はそのページを参照。
1. sugar
作詞・作曲：長瀬智也、編曲：TOKIO
  - 本作の表題曲

3rdベストアルバム『HEART』にも収録された[9]。
2. Over Drive
作詞・作曲：オオヤギヒロオ、編曲：山原一浩
  - 37thシングルの2曲目
3. 青春(SEISYuN)
作詞・作曲：長渕剛、編曲：船山基紀
  - 38thシングル
4. ひかりのまち
作詞・作曲：甲斐よしひろ、編曲：西村智彦
  - 36thシングルの1曲目
5. 恋人も濡れる街角
作詞・作曲：桑田佳祐、編曲：TOKIO
  - 中村雅俊のカバー
6. 本日、未熟者
作詞・作曲：中島みゆき、編曲：船山基紀
  - 37thシングルの1曲目
7. ラン・フリー（スワン･ダンスを君と）
作詞・作曲：甲斐よしひろ、編曲：西村智彦、Chorus Arrange：坂井紀雄
  - 36thシングルの2曲目

### 特典CD
※通常盤初回プレスのみ
1. 青春(SEI SYuN) 〜感動〜
編曲：沢田完
  - 38thシングルのインストバージョン
2. 青春(SEI SYuN) 〜Action〜
編曲：船山基紀、沢田完
  - 38thシングルのインストバージョン
3. 青春(SEI SYuN) 〜せつない〜
編曲：沢田完
  - 38thシングルのインストバージョン
4. 宙船（そらふね） 〜jumble version〜
編曲：船山基紀、KAM
  - 35thシングルの1曲目のアコースティックバージョン
5. 本日、未熟者 〜unplugged〜
編曲：沢田完
  - 37thシングルの1曲目のアコースティックバージョン

### DVD

#### 初回盤A
1. Johnnys' Countdown 2007-2008
  1. 宙船 (そらふね)
  2. 明日を目指して!
  3. カンパイ!!
2. 「sugar」Jacket Shooting

#### 初回盤B
1. 「何度も夢の中でくり返すラブ･ソング」SCHOOL FESTIVAL from TOKIO Special GIGs 2006
2. 「sugar」Recording